# Tratado de paz israelí-jordano
El Tratado de Paz entre el Estado de Israel y el Reino hachemita de Jordania, también llamado Tratado Wadi Araba, se firmó el 26 de octubre de 1994 y normalizó las relaciones entre ambos países, resolviendo sus disputas territoriales, iniciadas en la guerra árabe-israelí de 1948 y agravadas en la guerra de los Seis Días. La firma, realizada en Aravá por el primer ministro israelí Isaac Rabin y el primer ministro jordano Abdelsalam al-Majali, se realizó en el contexto de los esfuerzos por llegar a un acuerdo de paz entre Israel y la OLP. Fue el segundo tratado de paz que firmó Israel desde su independencia, tras el rubricado con Egipto en 1979.

## Firma del acuerdo
Jordania e Israel llevaban tiempo con conversaciones en marcha antes de que el rey Huséin y el ministro israelí de Asuntos Exteriores, Shimon Peres, intentaran concertar un acuerdo de paz en 1987, mediante el cual Jordania habría recuperado el control de Cisjordania, ocupada por Israel. Pero el intento fracasó debido a que surgieron resistencias dentro de Israel. Los intentos se reanudaron en 1994, tras los acuerdos de Oslo que el gobierno israelí había firmado con el líder de la Organización para la Liberación de Palestina (OLP), Yasir Arafat, el año anterior.
El presidente estadounidense Bill Clinton presionó al rey Huséin prometiéndole que se condonaría la deuda jordana si se acordaba un tratado de paz, y se entablaron negociaciones por las que Jordania firmó un acuerdo de no beligerancia con Israel. El 25 de julio de 1994, los tres países firmaron la Declaración de Washington en Washington D. C., que puso oficialmente fin a 46 años de guerra entre Amán y Jerusalén, y allanó el camino hacia un acuerdo de paz que se firmó tres meses más tarde.
El 26 de octubre, tuvo lugar la firma del tratado de paz en el paso fronterizo de Wadi Araba, entre la ciudad israelí de Eilat y la ciudad jordana de Áqaba. Fue firmado por el primer ministro jordano Abdel Salam al-Majali y su homólogo israelí Isaac Rabin, en presencia del presidente Bill Clinton, del presidente israelí Ezer Weizmann, el rey Huséin de Jordania y el secretario de Estado estadounidense Warren Christopher. El tratado estableció el reconocimiento mutuo entre los dos países; determinó su frontera internacional sobre la base del Memorándum de Transjordania de 1922, sin perjuicio del futuro estatuto de los Territorios Palestinos y con disposiciones especiales para la zona de Baqura/Naharayim, en la confluencia de los ríos Jordán y Yarmuk; reconoció el papel especial de Jordania en la gestión de la Explanada de las mezquitas en Jerusalén; y estableció relaciones diplomáticas plenas, y cooperación en materia de seguridad y asuntos civiles.
El gobierno jordano declaró en su página web oficial que el acuerdo sentaba «unas bases firmes para una paz justa, global y duradera». Se alegraba también de que «garantizaba a Jordania la restitución de sus tierras ocupadas (aproximadamente 380 kilómetros cuadrados), así como un reparto equitativo del agua de los ríos Yarmuk y Jordán».

## Contenido del acuerdo
El tratado de paz consta de un preámbulo, 30 artículos, 5 anexos y minutas acordadas. En él se resuelven cuestiones relativas al territorio, la seguridad, el agua y la cooperación en diversos ámbitos.
- Anexo I: se refiere a las fronteras y la soberanía. El apartado a) del Anexo I establece una "frontera administrativa" entre Jordania y Cisjordania, ocupada por Israel en 1967, sin perjuicio del estatuto de dicho territorio.[3] Israel reconoce la soberanía de Jordania sobre la zona de Al Baqura/Naharayim (incluida la Isla de la Paz)[4] y la zona de Tzofar/Al Ghamr.[5]
- Anexo II: se refiere al agua y asuntos conexos. De conformidad con el artículo 6 del Tratado, Jordania e Israel acordaron crear un «Comité Conjunto del Agua» (artículo VII).[6]
- Anexo III: se refiere a la delincuencia y las drogas ilícitas.[7]
- Anexo IV: se refiere al medio ambiente.[8]
- Anexo V: se refiere al cruce de fronteras, pasaportes y visados. El artículo 6 estipula que «Cada Parte tiene derecho a denegar la entrada a una persona, de conformidad con su normativa».[9]
- Las Minutas Acordadas del tratado ofrecen algunos detalles sobre la aplicación del tratado de paz.[10]

## Principios fundamentales del acuerdo
El tratado comprende seis puntos principales que se refieren a la demarcación de la frontera, asuntos referentes a los recursos hídricos, a la seguridad, a la libertad de movimiento, a los lugares de significado histórico y religioso y a los refugiados y personas desplazadas.
1. Fronteras: La frontera internacional entre Israel y Jordania sigue los ríos Jordán y Yarmuk, el Mar Muerto, el valle Emek Ha'Arava/Wadi Arabá y el Golfo de Áqaba.[3] La sección de la línea que separaba Jordania de Cisjordania se estipuló «sin perjuicio del estatus de [ese] territorio».[3]
2. Relaciones diplomáticas y cooperación: Las Partes acordaron establecer relaciones diplomáticas y consulares plenas e intercambiar embajadas en sus respectivos países, conceder visados a los turistas, abrir el transporte aéreo y los puertos marítimos, establecer una zona de libre comercio y un parque industrial en Aravá. El acuerdo prohíbe la propaganda hostil.
3. Seguridad y defensa: Cada país prometió respetar la soberanía y el territorio de cada parte, no entrar en el territorio del otro sin permiso y cooperar contra el terrorismo. Esto incluía frustrar los ataques fronterizos, el contrabando, impedir cualquier ataque hostil contra el otro y no cooperar con ninguna organización terrorista contra el otro.
4. Jerusalén: El artículo 9 vincula el Tratado de Paz al proceso de Paz israelí-palestino. Israel reconoció el papel especial de Jordania en los santuarios musulmanes de Jerusalén y se comprometió a dar prioridad al papel histórico jordano en estos santuarios en las negociaciones sobre el estatuto permanente.
5. Agua: Israel acordó dar a Jordania 50.000.000 metros cúbicos de agua al año, y que Jordania poseyera el 75 % del agua del río Yarmuk. Ambos países podrían desarrollar otros recursos hídricos y embalses, y acordaron ayudarse mutuamente a superar las sequías. Israel también acordó ayudar a Jordania a utilizar tecnología de desalinización para conseguir agua adicional.[11]
6. Refugiados palestinos: Israel y Jordania acordaron cooperar para ayudar a los refugiados, incluido un comité cuatripartito (Israel, Jordania, Egipto y los palestinos) para intentar buscar soluciones.

## Consecuencias
Aunque el gobierno jordano considere el tratado como un logro positivo, muchos ciudadanos jordanos se opusieron desde los inicios y rechazan cualquier normalización con Israel. El gobierno jordano se convirtió a pesar de todo en uno de los principales aliados y socios de los Estados Unidos en Oriente Próximo, y la firma del tratado impulsó la cooperación y la ayuda occidentales, tanto comercial como militar, a Jordania.
Los israelíes lo consideraron en gran medida positivo, ya que Jordania era el segundo Estado árabe, después de Egipto, que firmaba la paz con Tel Aviv, y podía suponer la posibilidad de un mayor reconocimiento y normalización dentro del mundo árabe. El tratado fue elogiado por el presidente egipcio Hosni Mubarak, pero el régimen sirio de Háfez al-Ásad lo condenó.

### Asesinato de Isaac Rabin
Apenas diez días después de la firma del tratado, el 4 de noviembre de 1995, Isaac Rabin asistió a una concentración masiva por la paz en Tel Aviv, convocada para recabar apoyos a los acuerdos entre Israel y la OLP. La manifestación terminó en tragedia cuando Rabin fue asesinado por un extremista judío.Hussein fue invitado a pronunciar un discurso durante su funeral en Jerusalén, por la estrecha relación forjada con Rabin durante las negociaciones del tratado. No había vuelto a Jerusalén desde la guerra de 1967.

### Pasos fronterizos
Gracias al acuerdo de paz, se crearon tres pasos fronterizos:
- el paso de Wadi Araba, renombrado «paso Isaac Rabin» en el lado israelí en 2006, fue creado en agosto de 1994, durante las negociaciones previas al acuerdo de paz. Fue el primer paso entre Jordania e Israel.[14]
- el puente Allenby, o puente del Rey Hussein para los Jordanos y puente Al-Karameh para los palestinos, fue destruido en 1946 y en 1967, pero reconstruido en 1994 después de la firma del tratado, con ayuda del gobierno de Japón. Asegura el paso entre Jordania y Cisjordania (Palestina).[15]
- el paso del Río Jordán, llamado del Jeque Hussein por los Jordanos, fue abierto en noviembre de 1994 y permite el paso entre Jordania e Israel.[16]

### Gestión compartida del agua
De acuerdo con el anexo II, artículo II del tratado, en 1999 finalizaron las obras de construcción de la pequeña presa de derivación de Adassiyeh sobre el río Yarmuk, donde hace de frontera entre ambos países, para aumentar el flujo de agua desviado hacia el canal Rey Abdullah en Jordania y hacia el Mar de Galilea en Israel.

### Canal del Mar Rojo al Mar Muerto
Si bien la primera idea de un trasvase entre el Mar Rojo y el Mar Muerto remonta al siglo XIX, el proyecto se hizo factible en los últimos años del siglo XX, tras los acuerdos de paz entre Israel y Jordania. Consistía en un sistema de canales llamado Red Sea-Dead Sea Water Conveyance (RSDSWC), destinado a aumentar el suministro de agua al mar Muerto con aportes de agua desde el mar Rojo, producir más agua potable a base de desalinización para los países ribereños y generar energía hidroeléctrica a precios asequibles para Jordania, Israel y Palestina. El canal se iba a extender a lo largo de 180km en el lado jordano de la frontera entre Israel y Jordania, empezando en el lado oriental del golfo de Áqaba. Se preveía un caudal anual de hasta 2000 millones de m³, la desalinización del 45% del agua trasvasada, y que las centrales eléctricas prevista producirían un aumento de 10,6% de la energía eléctrica para la región.
Después de que el Banco Mundial aceptara unirse al proyecto en 2002, de que se firmase un primer acuerdo tripartito en 2005, ampliado con el acuerdo firmado en 2013, pasaron dos décadas en las que se modificaron ciertos aspectos del proyecto original, se llevaron a cabo estudios de viabilidad, estudios de impacto ambiental, y se buscaron donantes internacionales. Tras años de retraso, los verdaderos motivos de algunos donantes, más que a la salvación del Mar Muerto, parecían más orientados al desarrollo, principalmente financiero y turístico, de la región. Además, se hizo cada vez más patente la desconexión entre las intenciones declaradas de las partes beneficiarias, las del Banco Mundial y los consiguientes servicios contratados. En junio de 2011 Jordania decidió retirarse del proyecto e iniciar uno nuevo por su cuenta.

### Áreas de Al Baqura/Naharayim y Tzofar/Al Ghamr
Esas dos áreas situadas en el valle del río Jordán, son zonas transfronterizas con enclaves israelíes utilizados con fines agrícolas y turísticos. El Anexo I del tratado de paz de 1994 restableció el dominio de Jordania sobre los enclaves situados en sus tierras garantizando a Israel el arrendamiento de las tierras cultivadas por agricultores israelíes, así como su libre acceso, por un período de 25 años renovable. La única condición indicada en caso de no renovación era que se notificará con un año de antelación. En octubre de 2018, en un contexto de crecientes tensiones entre ambos países, Jordania informó a Israel de que no renovaba la cesión de las tierras de cultivo situadas en territorio jordano, y recuperó el control de Al Baqura y Al Ghamr al año siguiente, en 2019.